# Лексінгтон (Массачусетс)
Лексінгтон (англ. Lexington) — місто (англ. town) в США, в окрузі Міддлсекс штату Массачусетс. Населення — 34 454 особи (2020).

## Демографія
Згідно з переписом 2010 року, у місті мешкали 31 394 особи в 11 530 домогосподарствах у складі 8807 родин. Було 12019 помешкань
Расовий склад населення:
| - 75,5 % — білих - 19,9 % — азіатів - 1,5 % — чорних або афроамериканців - 0,1 % — корінних американців |

До двох чи більше рас належало 2,6 %. Частка іспаномовних становила 2,3 % від усіх жителів.
За віковим діапазоном населення розподілялося таким чином: 26,1 % — особи молодші 18 років, 55,3 % — особи у віці 18—64 років, 18,6 % — особи у віці 65 років та старші. Медіана віку мешканця становила 45,6 року. На 100 осіб жіночої статі у місті припадало 90,4 чоловіків;  на 100 жінок у віці від 18 років та старших — 86,4 чоловіків також старших 18 років.
Середній дохід на одне домашнє господарство  становив 208 997 доларів США (медіана — 162 083), а середній дохід на одну сім'ю — 237 921 долар (медіана — 194 125). Медіана доходів становила 137 664 долари для чоловіків та 98 966 доларів для жінок. За межею бідності перебувало 3,6 % осіб, у тому числі 2,6 % дітей у віці до 18 років та 3,8 % осіб у віці 65 років та старших.
Цивільне працевлаштоване населення становило 15 819 осіб. Основні галузі зайнятості: освіта, охорона здоров'я та соціальна допомога — 30,9 %, науковці, спеціалісти, менеджери — 23,5 %, виробництво — 11,9 %, фінанси, страхування та нерухомість — 8,2 %.